# Болдуин, Роберт
Роберт Болдуин (англ. Robert Baldwin; 12 мая 1804, Йорк, Верхняя Канада — 9 декабря 1858, Йорквилл, Западная Канада) — канадский юрист и политик колониального периода, представлявший Реформистскую партию. Один из лидеров движения за ответственное правительство, в качестве премьера объединённой Канады совместно с Луи-Ипполитом Лафонтеном инициировавший реформы по внедрению этого политического института.

## Молодые годы, брак и начало адвокатской карьеры
Роберт Болдуин родился в 1804 году в Йорке (Верхняя Канада, ныне Торонто) в семье адвоката Уильяма Уоррена Болдуина. Он был первым сыном Уоррена-старшего; два младших брата Роберта — Генри и Кветтон Сент-Джордж — умерли соответственно в 1820 и 1829 годах. Сам Роберт рос болезненным, меланхоличным и чувствительным и на досуге писал стихи. По-видимому, его начальным образованием занимался отец, после чего Роберт получил формальное образование в школе Джона Стракана.
В 1820 году Болдуин-младший начал юридическую стажировку в отцовской адвокатской конторе и в 1825 году получил адвокатскую лицензию. В том же году он влюбился в свою 15-летнюю двоюродную сестру Огасту Элизу Салливан. Когда об этом узнали их семьи, Элизу отправили к родным в Нью-Йорк, и некоторое время влюблённые могли только переписываться. В сохранившихся письмах Болдуин предстаёт романтичной и духовной натурой. Роберт и Элиза поженились в мае 1827 года. В этом браке родились двое сыновей и две дочери.
Во второй половине 1825 года Болдуин начал работу в адвокатской конторе Джона Рольфа и вскоре достойно проявил себя в нескольких делах, представлявших общественный интерес. Среди его клиентов был в частности бывший председатель суда Уильям Пауэлл. В то же время природная застенчивость молодого адвоката и стремление непременно быть правым способствовали развитию у него сомнений в собственных силах и надолго растягивали работу над каждым делом.

## Первые годы в политике
К политической жизни Канады Роберта Болуина приобщили отец и Рольф, с 1825 года выступавшие с резкой критикой администрации Перегрина Мейтленда — в то время лейтенант-губернатора Верхней Канады. В 1828 году, после нескольких волюнтаристских политических решений Мейтленда, Роберт вместе с отцом и Рольфом развернули первую в истории Канады кампанию за внедрение ответственного правительства — администрации, отвечающей за свои действия перед народом, которым она управляет, а не перед королевским наместником. В июле 1828 года Роберт участвовал в выборах в Законодательное собрание Верхней Канады от графства Йорк, но занял последнее место из четырёх кандидатов в этом округе.
В течение следующего года Болдуины стали публичным лицом оппозиции колониальным властям; Мейтленд в депеше в Лондон отзывался о них как о единственных «джентльменах» среди оппозиционеров. В декабре 1829 года, когда депутат парламента от города Йорка Джон Беверли Робинсон освободил этот пост в связи с назначением в Верховный суд, Роберт Болдуин принял участие во внеочередных выборах. На этот раз он добился победы, после этого объявив себя «вигом по принципам и противником нынешней администрации». Его работа в парламенте была активной, но недолгой: в связи со смертью в июне 1830 года короля Георгa IV Законодательное собрание было распущено и назначены новые выборы, на которых Болдуин проиграл ставленнику колониальной администрации Уильяму Ботсфорду Джарвису.

## Борьба за ответстенное правительство
После поражения на выборах Болдуин, не любивший политику, вернулся к адвокатской практике. В 1834 году Элиза перенесла тяжёлые роды с хирургическим вмешательством. Её здоровье резко ухудшилось после этого, и 11 января 1836 года Роберт Болдуин овдовел. Политические обстоятельства, однако, не оставили ему много времени для скорби. В конце того же месяца в Верхнюю Канаду прибыл новый лейтенант-губернатор Фрэнсис Бонд Хед, который предложил Болдуину пост в исполнительном совете провинции. Тот поначалу отказался, но в итоге лейтенант-губернатору удалось добиться его согласия на условиях, что в совет будут введены также реформисты Джон Генри Данн и Рольф. Новые члены кабинета были приведены к присяге 20 февраля и уже в начале марта представили Хеду меморандум о том, что единственной формой правительства, соответствующей британской конституции, является ответственное правительство. Отказ лейтенант-губернатора признать такую трактовку закона привёл к отставке всех шестерых членов совета, включая троих консерваторов, и острому конфликту между Хедом и Законодательным собранием, окончившемуся внеочередными выборами.
Вкоре после отставки Болдуин уехал за границу и провёл около года в Англии и Ирландии, вернувшись в Канаду с намерением в дальнейшем избегать участия в политической жизни. Он не участвовал в массовых антиправительственных выступлениях 1837 года, однако из-за его репутации как лидера оппозиции именно ему Хед 5 декабря доверил доставить повстанцам предложения о перемирии. В дальнейшем Болдуин защищал нескольких видных антиправительственных деятелей, в том числе Томаса Дэвида Моррисона, в суде.
В 1838 году Болдуины встретились с генерал-губернатором лордом Даремом, изложив ему свою точку зрения на ответственное правительство. Эти идеи получили отражение в итоговом отчёте Дарема, представленном в метрополию, наряду с рекомендацией о слиянии Верхней и Нижней Канады в единую провинцию. Воплощение планов объединения провинций было доверено новому генерал-губернатору Чарльзу Пулетту Томсону (будущему барону Сиднему), которому министр по делам колоний Джон Расселл рекомендовал наладить более равноправные и прагматические отношения с исполнительным советом и законодательным собранием. Томсон снова пригласил Роберта Болдуина войти в состав кабинета. Тот, будучи убеждён, что результатом реформ станет ответственное правительство, согласился занять пост генерального стряпчего (англ. solicitor general), но отказался от места в исполнительном совете.
Болдуин вступил в должность генерального стряпчего в феврале 1840 года, а в 1841 году, после объединения провинций, был введён в исполнительный совет. Однако на выборах в общий парламент в марте 1841 года ультрареформистское крыло в Верхней Канаде потерпело тяжёлое поражение, и большинство в парламенте оказалось у верной лично генерал-губернатору фракции. Болдуин, прошедший в парламент от избирательного округа Хейстингс, с первых дней развернул кампанию гражданского повиновения. Его открытый конфликт с генерал-губернатором закончился очередной отставкой 13 июня 1841 года.

## Политика объединённой Канады. Первое премьерство
В парламенте объединённой Канады немногочисленная реформистская фракция раскололась. Её лидер Фрэнсис Хинкс поддерживал планы экономических реформ, предложенных генерал-губернатором, и достаточно скоро солидаризовался с новой администрацией, тогда как Болдуин, напротив, вступил в союз с «непрогрессивными» депутатами от Восточной (Нижней) Канады во главе с Луи-Ипполитом Лафонтеном. Вместе с ними ему удалось заблокировать законопроект о создании в Канаде эмиссионного банка, который бы выпускал местные деньги; они также совместно безуспешно боролись против обеспеченного британским правительством полуторамиллионного займа на постройку каналов. Достаточно быстро интересы Западной (Верхней) Канады были для него вытеснены с первого места идеями равенства для франкоканадцев. Болдуин, в частности, голосовал против введения в Западной Канаде муниципальных выборных властей на том основании, что аналогичные органы не вводились в Восточной Канаде, а своих детей он отправил учиться во французские школы в Восточной Канаде.
После смерти Сиднема в сентябре 1841 года началось новое объединение рефористских сил в парламенте, и к лету 1842 года их тактический союз с ультраправыми тори привёл к падению центристского кабинета Уильяма Дрейпера и Сэмюэла Гаррисона. В начале осенней сессии парламента генерал-губернатор был вынужден доверить формирование нового правительства Лафонтену, ещё более неохотно согласившись на включение в него Болдуина как второго премьера (от Западной Канады) и генерального прокурора.
В новом кабинете, составленном из шести старых и пяти новых министров, идеологические противоречия удавалось лишь частично преодолеть за счёт личной готовности к компромиссу некоторых его членов. Уже в конце осени были назначены новые выборы. Болдуин проиграл их в своём прежнем избирательном округе Хейстингс, а также во 2-м округе Йорка, но затем был избран в парламент как депутат от Римуски в Восточной Канаде. Он оставался на своём посту в правительстве Лафонтена до ноября 1843 года, добившись хороших результатов как генеральный прокурор. Ему и его соратникам удалось убедить нового генерал-губернатора Меткалфа даровать амнистию некоторым видным деятелям событий 1837 года, в том числе Маршаллу Бидуэллу и Луи-Жозефу Папино. Однако необходимость постоянных политических компромиссов и критика как слева, так и справа, способствовали развитию у Болдуина хронической депрессии (усугубившейся после смерти Уильяма Уоррена Болдуина в 1844 году). Противодействие со стороны Меткалфа законопроекту об ограничении в Канаде деятельности радикального протестантского Оранжевого ордена и ряд политических назначений, противоречивших идеям ответственного правительства, заставили кабинет Лафонтена уйти в отставку 26 ноября.

## Оппозиционный активизм и «Большой кабинет»
Выборы 1844 года были успешными для Французской партии Лафонтена в Восточной Канаде, но реформистам Западной Канады не принесли большого количества мест в парламенте: Болдуин оказался одним из всего лишь 12 представителей своей партии в новом созыве. Пребывание в оппозиции он использовал для пропаганды идей ответственного правительства. Ещё одним лейтмотивом его публичных выступлений стал канадский национализм — право канадцев самостоятельно, без постоянного вмешательства метрополии, управлять своими делами. Постоянное участие в политической жизни заставило его снизить активность в других сферах. В 1845 года Болдуин передал управление своим большим семейным состоянием Лоуренсу Хейдену, а к 1848 году практически перестал вести адвокатскую практику, оставив дела фирмы на партнёров.
На выборах в январе 1848 года коалиция реформисты Болдуина получили 23 из 43 мест в законодательном собрании, отведенных для Западной Канады. В Восточной Канаде победу одержал союзник Болдуина Лафонтен (33 из 42 мест). В марте консервативному правительству был вынесен вотум недоверия, и формирование нового кабинета было поручено Лафонтену. Генерал-губернатор лорд Элгин позже отмечал, что Болдуин добровольно уступил Лафонтену формальный титул премьера. Однако именно на него в основном легла задача формирования правительства, которое в итоге получилось достаточно умеренным, а трое министров были назначены не из числа депутатов парламента — неожиданное развитие событий для первого ответственного правительства в канадской истории.

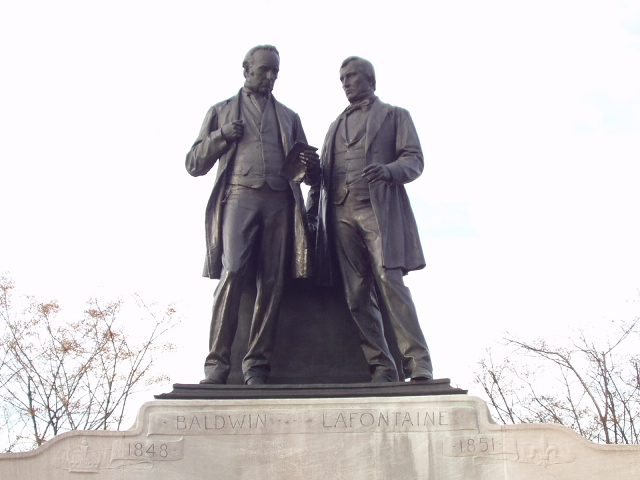
Памятник Болдуину и Лафонтену, Парламентский холм, Оттава

Хотя основной целью, которой достигло правительство Лафонтена и Болдуина, было внедрение ответственного правительства, оно оставило свой след во многих других сферах канадской политики и экономики. Это правительство, вошедшее в историю как «Большой кабинет», увеличило расходную часть бюджета провинции за три года с 474 до 635 тысяч фунтов. Несмотря на это, благоприятная экономическая обстановка позволила ему закончить 1850 год с большим бюджетным профицитом. Был взят курс на бо́льшую экономическую самостоятельность и свободную торговлю с США и Атлантическими провинциями (процесс продолжался и после отставки Болдуина, окончившись подписанием всеобъемлющего соглашения с США в 1854 году). Закон о муниципальных образованиях ввёл эффективную схему местного самоуправления, учредив систему графств и упорядочив процесс получения местных советов городами и сёлами. Некоторые историки рассматривают этот закон как детище Болдуина (при участии Хинкса). По законопроекту, внесённому им в парламент весной 1849 года, был учреждён Торонтский университет — первое учреждение высшего образования в Канаде, не аффилированное с конкретной христианской конфессией. По его же настоянию Великобритания в 1848 году даровала общую амнистию ещё не помилованным участникам событий 1837 года. Как генеральный прокурор Болдуин провёл масштабные реформы канадской судебной системы. В частности, были созданы суд по гражданским искам и апелляционный суд, реорганизована работа Высокого канцлерского суда. Рекомендации по ужесточению тюремной дисциплины, представленные в 1849 году комиссией под председательством радикального реформиста Джорджа Брауна, напротив, были приняты только в 1851 году и в сильно урезанном виде, из-за чего отношения между Брауном и Болдуином испортились.
Тем не менее кабинет постоянно подвергался критике радикальных реформистов, выступавших за сокращение правительственного аппарата и уменьшения расходов. Закон о муниципальных образованиях, оставлявший назначение шерифов и казначеев в руках провинциальных властей и предусматривавший имущественный ценз для избирателей, это крыло атаковало как недемократичный. С другой стороны, правительственный законопроект о компенсациях пострадавшим от событий 1837 года встретил яростное сопротивление со стороны радикальных тори. Эта часть общества полагала, что правительство пошло на поводу у политиков из Нижней Канады, где в 1837 году имел место полномасштабный антибританский мятеж. Тори в свою очередь устроили массовые беспорядки в Монреале, пиком которых стал поджог здания парламента. Среди недовольных политикой правительства радикалов (как справа, так и слева) усилилась агитация за присоединение к США. Всё это заставило Болдуина ещё сильнее колебаться при принятии решений, что отрицательно сказалось на его способности заниматься государственными делами. Приступы депрессии вынуждали его пропускать важные заседания кабинета, в том числе первые шесть недель в 1848 году, а затем с января по март 1850 года. Положение осложнялось тем, что его взгляды, в целом близкие к позиции прослойки крупных землевладельцев, оказались недостаточно либеральными для многих соратников по партии; его стали рассматривать как препятствие на пути капиталистического прогресса.

## Последние годы жизни

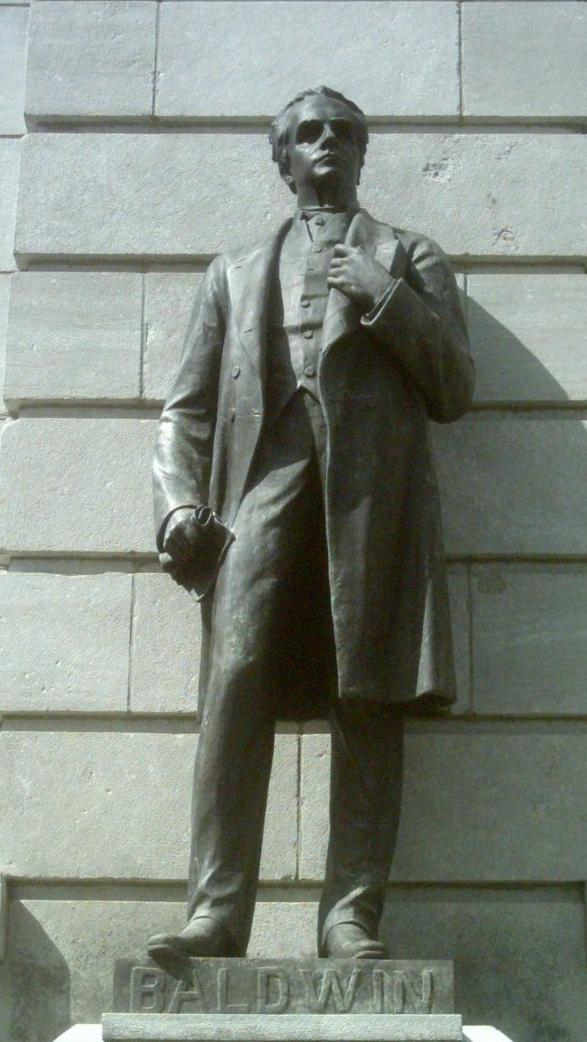
Памятник Болдуину, Квебек

После того, как билль об отмене Высокого канцлерского суда, внесённый в парламент левыми реформистами, был отвергнут лишь с минимальным перевесом (при значительной поддержке депутатов от Западной Канады), Болдуин 30 июня 1851 года подал в отставку. Вместе с ним принял решение об отставке Лафонтен, оставив формирование нового кабинета Хинксу. На последующих парламентских выборах Болдуин, баллотировавшийся от Северного Йорка, проиграл радикальному реформисту Джозефу Хартману, которого поддерживал Уильям Лайон Маккензи — лидер восстания 1837 года.
После этого поражения Болдуин, однако, не исчез полностью из политической жизни. Его неоднократно в последующие годы рассматривали как кандидата на роль премьера, а в 1854 году он сам публично выступал в поддержку правительственной коалиции умеренных реформистов Хинкса и Французской партии под руководством Огастена-Норбера Морена. Тем не менее он категорически отвергал любые предложения общественных постов, включая судейское кресло (дважды) и место канцлера Торонтского университета. Исключением был пост казначея Ассоциации юристов Верхней Канады, который Болдуин занимал с 1850 года до самой смерти. Он также оставался до 1856 года президентом Библейского общества Верхней Канады. По настоянию Джорджа Брауна он в 1858 году выставил свою кандидатуру в парламент от одного из округов Йорка, но быстро снялся с выборов. В 1854 году Болдуин был произведён в компаньоны ордена Бани.
Здоровье Болдуина после ухода в отставку продолжало ухудшаться, он страдал как от физических, так и от психологических недугов, постепенно превращаясь в затворника. Его преследовали головные боли, постепенная потеря памяти и постоянный страх смерти. Заботу о нём разделили между собой дочери — Мария, так и не вышедшая замуж, и Элиза. В начале декабря 1858 года у Болдуина было диагностировано тяжёлое воспаление лёгких, и 9 декабря он скончался в фамильном особняке «Спадина» в Йорквилле. В 1937 году имя Роберта Болдуина было внесено в список лиц национального исторического значения Канады